# Australasien

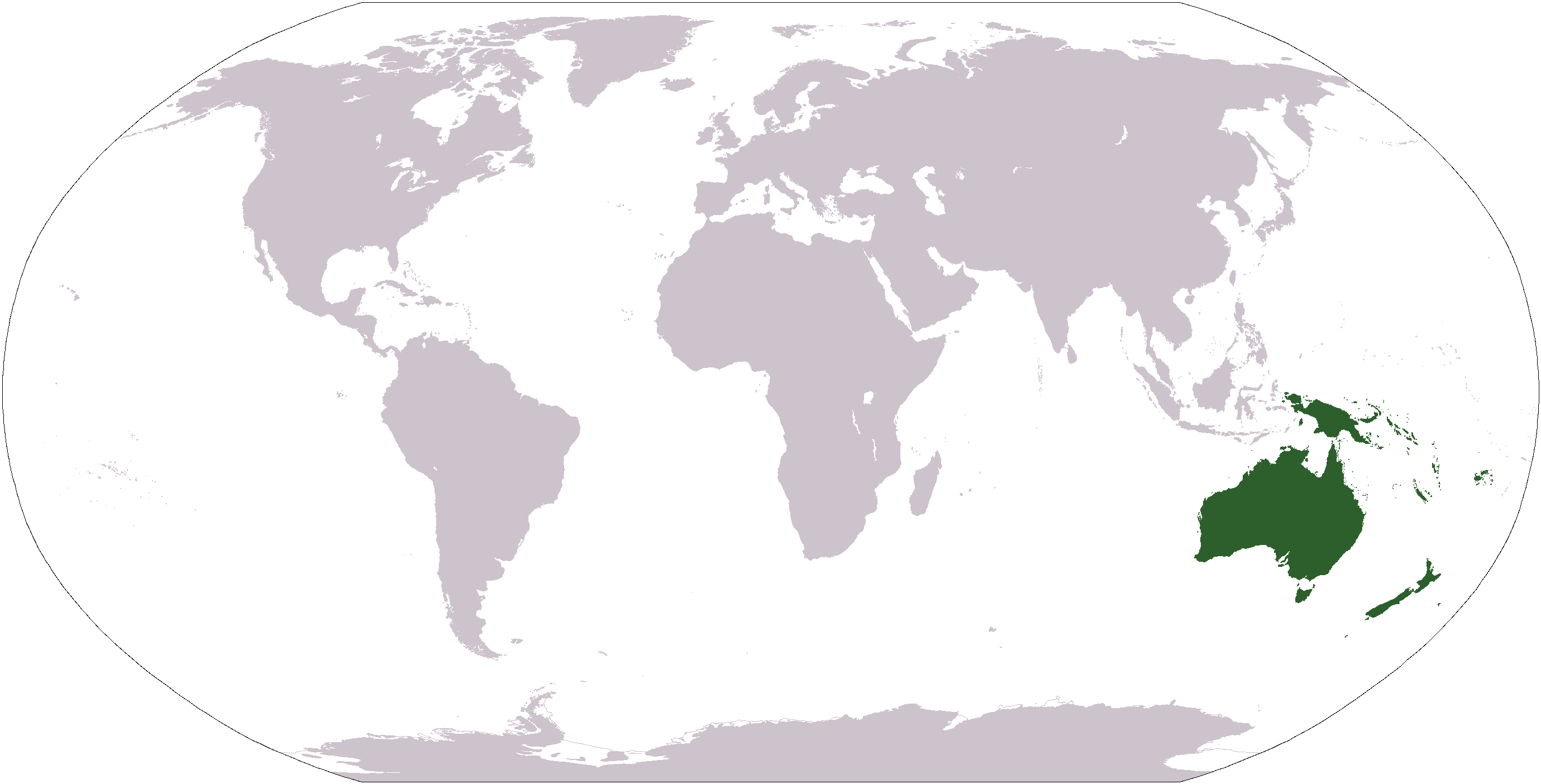
Australasien

Australasien (südlich von Asien) bezeichnet im weitesten Sinne die Region um Australien, Neuseeland, Neuguinea und die umliegenden Inseln Melanesiens, gelegentlich auch Teile Indonesiens. Der Begriff wurde 1756 von Charles de Brosses in Abgrenzung zu Polynesien und Magellanica geprägt.
Politisch-kulturell ist die Bezeichnung eher ungünstig, da zwar Australien und Neuseeland sich aus soziologischer Sicht ähneln, die anderen Staaten der Region jedoch völlig andere Bedingungen aufweisen. Aus geografischer Sicht ist der Begriff sinnvoller, da die Region viele Gemeinsamkeiten aufweist, zum Beispiel Beuteltiere. In diesem Sinne bildet die Wallace-Linie die Grenze zu Asien, westlich liegen die zu Asien zählenden Inseln Bali und Borneo, östlich gehören Lombok und Sulawesi schon zu Australasien.
Biogeografisch wird die Bezeichnung Australasien enger gefasst: Hier umfasst sie die Gebiete, die während der letzten Eiszeiten mit Australien über Landbrücken verbunden waren, also Tasmanien, Neuguinea sowie einige kleinere Inseln vor Australien, nicht jedoch Neuseeland und Neukaledonien.

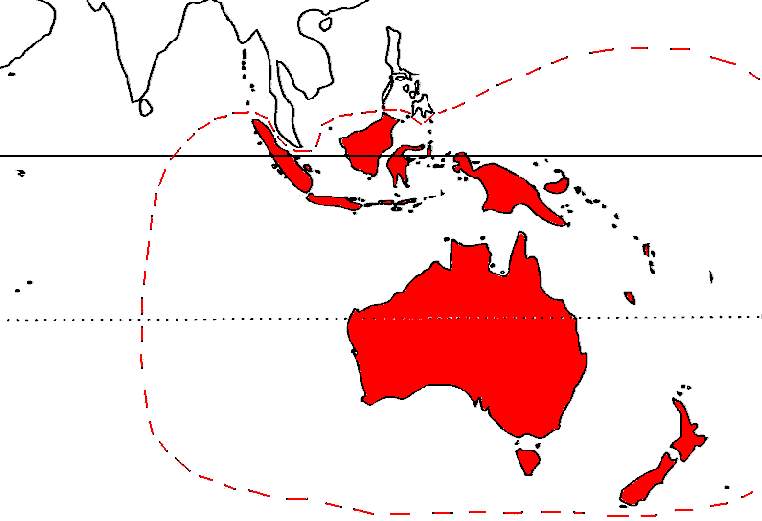
Australasische Bioregion
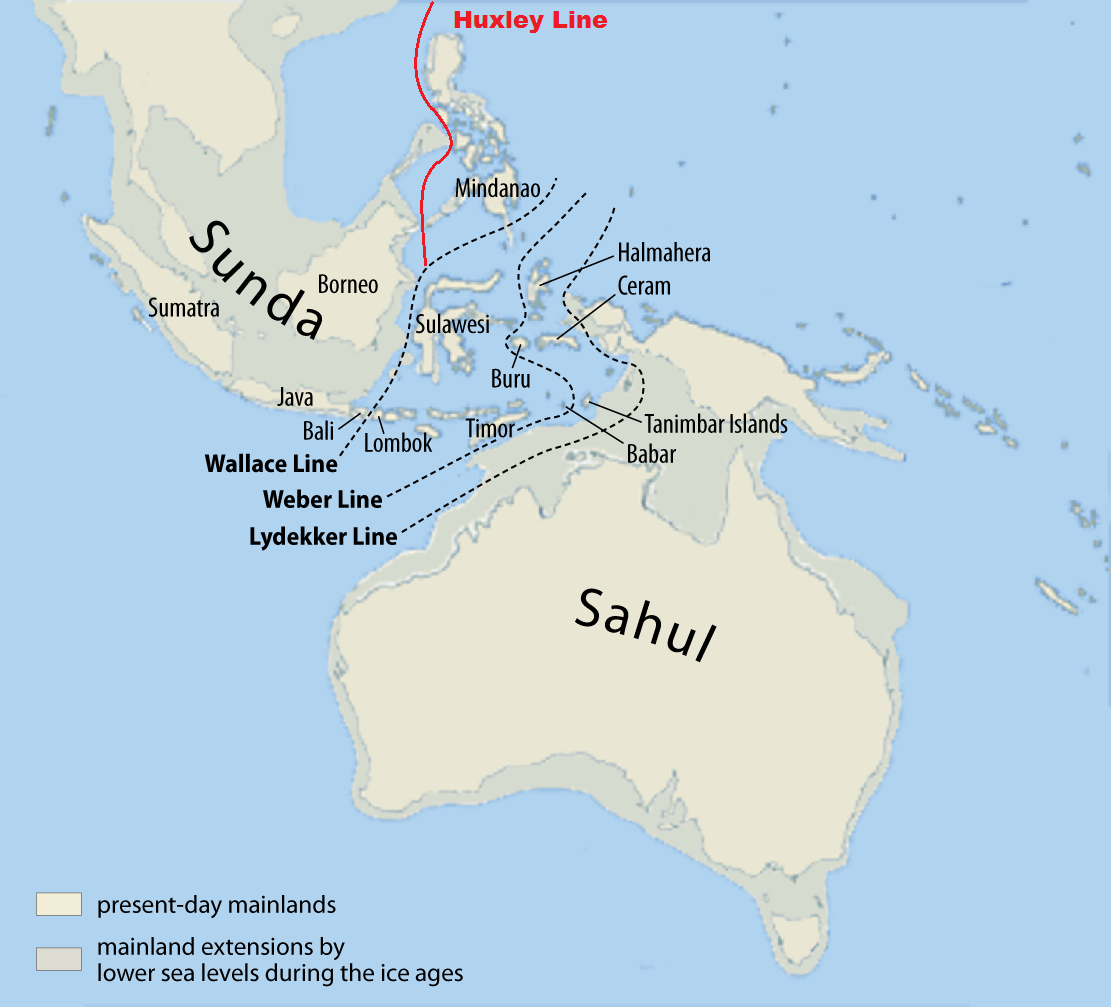
Sunda und Sahul
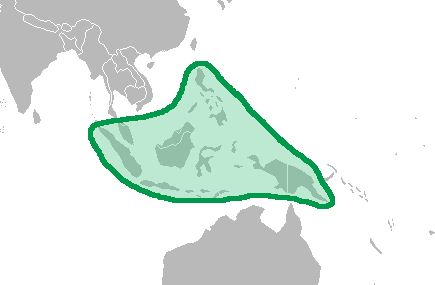
Die malesische Florenregion

Olympische Flagge von Australasien

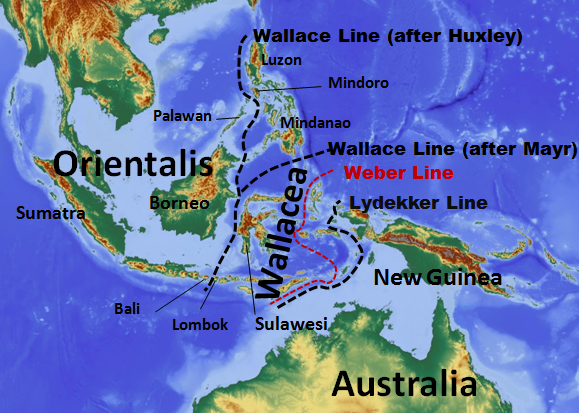
Wallacea

## Sport
Im Sport wurde die Bezeichnung Australasien für die beiden Staaten Australien und Neuseeland verwendet, die politisch und kulturell eng miteinander verwandt sind. Bei den Olympischen Spielen 1908 und 1912 sowie im Davis Cup 1905 bis 1912 traten die beiden Länder mit gemeinsamen Mannschaften unter diesem Namen an.